# Florin Salam
Florin Stoian (n. 1 octombrie 1979, București, România), cunoscut cu numele de scenă Florin Salam și Florin Fermecătoru', este un cântăreț român de manele din România, din minoritatea romă.

## Activitate
Stoian cântă de mic copil; a avut prima tangență cu muzica la vârsta de patru ani. Tatăl și unchiul său au fost lăutari binecunoscuți.
S-a lansat cu ajutorul șefului de orchestră Dan Bursuc în anul 2002, cu piesa „Ce gagică șmecherită”. A jucat un rol semnificativ la apariția șlagărului „Of, viața mea” (2000), interpretat de Adrian Minune și Costi Ioniță. La finele anului 2002, Florin Stoian și-a schimbat numele de scenă din „Fermecătoru” în „Salam” (arăbescul pentru „pace”, cf. ebr. șalom).
În 2008, cu ocazia unui concert oferit în București, a interpretat o piesă alături de cântăreața Paula Seling și Orchestra Simfonică București. Momentul a fost unul simbolic, descris de către prezentatoarea evenimentului ca o reconciliere între manele și muzica pop; în aceeași notă, versurile piesei ridicau problema intoleranței în societate.
În anul 2011, în luna octombrie Florin Salam a colaborat cu muzicianul Goran Bregović alături de care vor scoate melodia Hopa Cupa inclusă în albumul "Champagne for the Gypsies" al cântărețului bosniac.
Cântărețul este vicepreședinte în Asociația Artiștilor, Muzicanților și Lăutarilor Romi din România.

## Apreciere
În decembrie 2005, Stoian a fost declarat manelistul anului 2005.
Conform cotidianului Libertatea, printre iubitorii muzicii lui se numără politicianul Mădălin Voicu și fotbalistul Marius Niculae.

## Viața personală
Părinții cântărețului se numesc Marin și Ioana.
Florin Stoian s-a căsătorit în septembrie 2007 cu Ștefania, alături de care trăise vreme de mai mulți ani, fiind sortiți împreună după legea țigănească; nașii cuplului au fost Adrian Minune și Cati. Cununia religioasă și celebrarea evenimentului au avut loc în stațiunea Antalia din Turcia. Florin și Ștefania Stoian au dat naștere la doi copii.
Pe 12 aprilie 2009, soția lui Stoian a murit la vârsta de 27 de ani, ca urmare a unei ciroze hepatice.

## Discografie selectivă
- Orice om greșește
- Iarna manelelor
- Ești cea mai dulce comoară
- Ți-am dat iubire
- Tam-tam
- Amintirea ta
- Măicuța e bolnăvioară
- Trup și suflet
- Fac diferența
- Impactul vedetelor
- Florin, Adriana și Adi
- Iar am pus-o
- Doar cu tine, alături de Costi Ioniță[10]
- Florin Salam și invitații săi[11]
- Florin Salam și invitații săi, vol. 2
- Șapte trandafiri
- Florin Salam & Prințesa De Aur
- Florin Salam și invitații săi vol 3
- Salam raggaeton
- Pune pune pune
- Două inimi